# 单平
单平（1946年5月—），辽宁鞍山人，曾任天津大学校长，第九届、第十届全国人大代表。

## 履历
1963年9月至1968年12月，天津大学机械系焊接专业学生；
1968年12月至1970年3月，天津塘沽盐场劳动锻炼；
1970年3月至1978年9月，天津铁厂修建部工长、助工；
1978年9月至1981年3月，天津大学机械系焊接专业硕士研究生；
1981年3月至1988年4月，天津大学机械系焊接专业教师；
1988年4月至1992年9月，天津大学机械系副主任；
1992年9月至1993年2月，天津大学副教务长；
1993年2月至1994年9月，天津大学教务长；
1994年9月至1997年6月，天津大学副校长兼国家教委高教管理干部培训中心主任；
1997年6月至2006年7月，天津大学校长；
2006年11月，因涉嫌“挪用公款1亿元”，受到“留党查看两年”处分。
2006年11月22日，天津市人大常委会罢免单平的第十届全国人民代表大会代表职务。根据选举法的有关规定，其担任的市十四届人大常委会委员职务相应撤销。